# Satu Mare (distrikt)
Satu Mare er et distrikt i Transsylvanien i Rumænien med 367.281 (2002) indbyggere. Hovedstad er byen Satu Mare.

## Byer
- Satu Mare
- Carei
- Negreşti-Oaş
- Tăşnad
- Ardud
- Livada

## Kommuner
| - Acâş - Andrid - Apa - Bătarci - Beltiug - Berveni - Bixad - Bârsău - Bogdand - Botiz - Călineşti-Oaş - Cămărzana - Cămin | - Căpleni - Căuaş - Cehal - Certeze - Craidorolţ - Crucişor - Culciu - Doba - Dorolţ - Foieni - Gherţa Mică - Halmeu - Hodod | - Homoroade - Lazuri - Medieşu Aurit - Micula - Moftin - Odoreu - Oraşu Nou - Păuleşti - Petreşti - Pir - Pişcolt - Pomi - Sanislău - Santău | - Săcăşeni - Săuca - Socond - Supur - Tarna Mare - Terebeşti - Tiream - Târşolţ - Turţ - Turulung - Urziceni - Valea Vinului - Vama - Vetiş - Viile Satu Mare |

47°41′N 22°53′Ø / 47.69°N 22.89°Ø